# ماریان موله

ماریان موله

ماریان موله (۱۹۲۴ - ۱۹۶۳)، پژوهشگر اسلوونیایی-لهستانی بود که در زمینه تاریخ ایران پژوهش می‌کرد. وی در زمینه ادبیات و اسطوره‌شناسی ایران باستان و نیز تاریخ ادیان کار می‌کرد. دیدگاه‌های خاص وی در رابطه با زرتشتیگری در اثر بزرگ وی با عنوان آیین، اسطوره و جهان‌شناسی در ایران باستان که در واقع رساله دکترای وی نیز بوده‌است منعکس شده‌است. اثر دیگر وی افسانه زندگی زرتشت بنا بر متن‌های پهلوی نام دارد که پس از مرگ زودهنگام وی در ۳۸ سالگی توسط ژان دومناش تصحیح شد و انتشار یافت. آثار دیگر وی نقش مهمی در مطالعات ایرانشناسی، صوفیگری و عرفان اسلامی داشته‌اند.

## ترجمه به فارسی
آثار زیر از ماریان موله به زبان فارسی ترجمه شده و با مشخصات زیر به چاپ رسیده‌است:
- موله، ماریان، ایران باستان، ترجمۀ ژاله آموزگار، تهران: توس، چاپ اول: ۱۳۷۷.
- موله، ماریان، آئین، اسطوره و کیهان‌شناسی در ایران باستان، ترجمۀ محمد میرزایی، تهران: نگاه معاصر، چاپ اول: ۱۳۹۵.